# John W. Brunius
John Wilhelm Brunius (26 de diciembre de 1884-17 de diciembre de 1937) fue un director, guionista y actor cinematográfico de nacionalidad sueca.

## Biografía
Nacido en Estocolmo, Suecia, a lo largo de su carrera dirigió más de una veintena de filmes, la mayoría durante la época del cine mudo.
Junto a su esposa, la actriz Pauline Brunius, y un colega, Gösta Ekman, fue director del teatro Oscarsteatern entre 1926 y 1932.
Con Pauline Brunius estuvo casado desde 1909 a 1935, y fue padre de los actores Anne-Marie Brunius y Palle Brunius.
John W. Brunius falleció en Estocolmo, Suecia, en 1937.

## Filmografía

### Como director
| - 1918 : Mästerkatten i stövlar - 1919 : Synnöve Solbakken - 1919 : Åh, i morron kväll - 1920 : Gyurkovicsarna - 1920 : Thora van Deken - 1921 : Kvarnen - 1921 : En lyckoriddare - 1921 : En vildfågel - 1923 : Johan Ulfstjerna - 1923 : Kärlekens ögon - 1923 : Hårda viljor - 1924 : En piga bland pigor - 1925 : Karl XII, del II | - 1925 : Karl XII - 1926 : Fänrik Ståls sägner - 1928 : Gustaf Wasa del I - 1928 : Gustaf Wasa del II - 1930 : Doktorns hemlighet - 1930 : Vi två - 1931 : Längtan till havet - 1932 : En glad gutt - 1934 : Falska Greta - 1935 : Havets melodi - 1939 : Vänrikki Stoolin tarinat |

### Como actor
- 1918 : Mästerkatten i stövlar
- 1931 : Längtan till havet, dirigida por él mismo y por Alexander Korda